# Metal Slug: 1st Mission
Metal Slug: 1st Mission (メタルスラッグ ファーストミッション?, Metaru Suraggu Fāsuto Misshon) è un videogioco di genere sparatutto a scorrimento sviluppato da Ukiyotei e pubblicato da SNK per la console portatile Neo Geo Pocket Color nel 1999 come parte della serie Metal Slug. Rappresenta il primo capitolo della saga ad essere uscito per una piattaforma portatile.
Il 18 marzo 2021 è stato reso disponibile all'interno della compilation Neo Geo Pocket Color Selection Vol. 1 per Nintendo Switch.

## Trama
Metal Slug: 1st Mission è ambientato nell'anno 2027, quindi prima degli eventi di Metal Slug, che avranno luogo nel 2028. In una terra dove regna un continuo conflitto, le vendite illegali di armamenti avvengono senza freni ed in maniera incontrastata, le indagini portano a scoprire che i distributori in questione non sono dei guerriglieri ma bensì le stesse forze del governo. Il centro che si occupa della distribuzione delle armi sta fabbricando clandestinamente nuovi equipaggiamenti tra cui il prototipo Metal Slug SV-100, un potente carro armato top secret in fase di sviluppo.
Il comandante della squadra che protegge la regione risulta essere l'esperto di questa continua guerriglia, il colonnello Hilde Garn, mentre il suo aiutante è il maestro nel corpo a corpo il tenente colonnello Macba, il quale si è messo in prima linea e ha terrorizzato il nemico grazie alle sue formidabili abilità. Dato che questa squadra, conosciuta per essere la più potente nell'esercito, si rivela essere il corpo militante interessato al commercio illegale di armi si teme un colpo di Stato. L'agenzia di intelligence delle forze governative, la quale ha una visione particolarmente seria della situazione, decide di arruolare i servizi della squadra di forze speciali ultra d'élite dei Falchi Pellegrini (Peregrine Falcons).
La missione prevede l'infiltrazione nel centro di distribuzione dei materiali, distruggerlo e catturare i responsabili. Il giocatore prenderà i panni di un cadetto di nome Hero, il quale entrerà nella squadra come volontario per debellare la minaccia.

## Modalità di gioco
Metal Slug: 1st Mission presenta uno stile di gioco molto simile a quello degli altri titoli di Metal Slug, tuttavia è stato riadattato e semplificato per le ridotte capacità hardware del Neo Geo Pocket Color. Una modifica degna di nota è quella riguardante le granate, che per essere lanciate bisogna tenere premuto il tasto delle opzioni per sostituirle all'arma in dotazione e poi fare fuoco, tuttavia questa caratteristica non è stata mantenuta nel sequel Metal Slug: 2nd Mission.
Sono presenti cinque diversi livelli di difficoltà: bambini, facile, normale, difficile e molto difficile. Il sistema della vita è stato cambiato, infatti ora è presente una barra che indica i punti ferita. Il numero delle missioni è notevolmente superiore rispetto ai capitoli della serie principale, i quali presentano cinque o sei livelli, in 1st Mission invece il numero ammonta a diciassette (la numerazione può anche essere inferiore se il giocatore riesce ad avere una buona performance nel corso della partita) ma non tutti presentano un boss di fine percorso. Sono presenti due tipi di Slug, il SV-000 (modello classico della serie) ed il Slug Flyer (un aereo da guerra), entrambi contraddistinti per il sistema di controllo differente da quello usuale, innanzitutto non è possibile uscire dal mezzo e sono presenti esclusivamente in determinate missioni.
Una volta completato il gioco con Hero, molto simile nell'aspetto a Marco Rossi, viene reso disponibile anche un altro personaggio, in questo caso femminile, Heroine, il cui nome reale è sconosciuto e non partecipa realmente alla storia del videogioco ma si rivela una semplice variante della sua controparte maschile.

## Accoglienza
| Testata       | Giudizio |
| ------------- | -------- |
| IGN           | 9/10     |
| GameSpot      | 8/10     |
| Defunct Games | B+       |

Il gioco ha ricevuto recensioni positive da parte della critica.
Peer Schneider di IGN gli diede un 9 e affermò che Metal Slug è uno sparatutto d'azione ben progettato che impressiona su quasi tutti i livelli. L'azione si rivela varia e veloce, i controlli sono funzionali e sono presenti abbastanza livelli per trattenere per lungo tempo anche i giocatori più veterani. Il recensore lo ritenne il migliore nella sua lista però fece notare l'assenza della modalità multigiocatore, consigliando a SNK di aggiungerla in vista di un futuro capitolo sulla console portatile.
Jeff Gerstmann di GameSpot assegnò un 8 al titolo trovando la grafica molto bella per un sistema portatile e la velocità come punto di forza. Tuttavia trovò dei rallentamenti nei casi in cui sono presenti troppe animazioni sullo schermo allo stesso tempo, nonostante questo difetto, non lo trovò fastidioso. Consigliò Metal Slug: 1st Mission a tutti i fan degli sparatutto considerandolo un titolo da avere assolutamente nella propria collezione, soprattutto per via della longevità anche dopo il completamente del gioco.
Brad Davey di Defunct Games gli diede una B+ lodandolo per la rigiocabilità che poteva essere di due o tre volte e che nonostante ciò il giocatore non avrebbe ancora visto tutti i livelli e la tanta azione presente sullo schermo la ritenne una buona cosa. Al contrario vide come vero problema il sistema di salto, che in diversi casi risultava difficile da gestire per giungere nelle zone più elevate. Nel complesso reputò il videogioco come eccellente e le piccole pecche non dovrebbero scoraggiare gli acquirenti per un prodotto di grado A.

## Sequel
Nei primi mesi del 2000 fu annunciato da SNK il sequel che sarebbe uscito sempre per Neo Geo Pocket Color. Il gioco avrebbe dovuto presentare il supporto tramite il Link Cable per rendere disponibile una modalità multigiocatore per due persone, tuttavia questa caratteristica non è presente nella versione finale. Furono confermati invece la risoluzione dei problemi legati al frame rate che causava rallentamenti nel primo capitolo ed una grafica migliorata con sprite e sfondi più dettagliati.